# Nyárfahajtás-tükrösmoly
A nyárfahajtás-tükrösmoly (Gypsonoma aceriana) a valódi lepkék (Glossata) alrendjébe tartozó sodrómolyfélék (Tortricidae) családjának Magyarországon is honos faja.

## Elterjedése, élőhelye
Európai faj, amely elsősorban Közép-Európában gyakori. Magyarországon a nyárfa fajokon (Populus sp.) nem ritka.

## Megjelenése
Barna szárnyát fehér harántmintázat ékíti. A szárny fesztávolsága 13–15 mm.

## Életmódja
Egy évben egy nemzedéke kel ki. Hernyója összesodorja a nyárfák fiatal leveleit, és azokban táplálkozik.